# To Leslie トゥ・レスリー
『To Leslie トゥ・レスリー』（原題: To Leslie）は、マイケル・モリス監督、ライアン・ビナコ脚本による2022年のアメリカ合衆国のドラマ映画である。宝くじの賞金を全て使い果たしたシングルマザーでアルコール依存症のレスリー・ローランドをアンドレア・ライズボローが演じる。レスリーはモーテルのオーナーから雇われたことで人生を再起するチャンスをつかむ。共演者はアリソン・ジャネイ、アンドレ・ロヨ、マーク・マロン、オーウェン・ティーグ、スティーヴン・ルートらである。
2022年3月12日にサウス・バイ・サウスウエストでプレミア上映された後、10月7日よりモメンタム・ピクチャーズ配給で限定公開された。映画は批評家から高評価され、ライズボローの演技は広く称賛を浴び、アカデミー主演女優賞にノミネートされた。

## プロット
レスリーはテキサス西部に住むトラブルメーカーでアルコール中毒者である。彼女は地元の宝くじで19万ドルを当てたものの、酒とドラッグに浪費したのであった。6年後、レスリーは困窮し、モーテルや路上を放浪する日々を送っていた。モーテルを追い出された彼女は19歳の息子のジェームズと再会し、酒を飲まないという条件で同居を許される。だがレスリーはすぐにジェームズのルームメイトのダレンから金を盗んで酒を買う。ベッドの下から酒瓶を発見したジェームズは祖母とレスリーの友人のナンシーに連絡して助けを求める。
ナンシーとそのボーイフレンドのダッチはしぶしぶながらレスリーを家に泊めるが、レスリーは夜中に地元のバーを訪れているところを彼らの友人のピートに目撃され、結局追い出されてしまう。レスリーはモーテルの側で野宿し、夜が明けるとその経営者のスウィーニーに見つかる。スウィーニーはレスリーに立ち去るように言うと彼女はスーツケースを忘れて出て行く。その夜、レスリーはコンビニの前でピートと出会って食べ物を買ってもらうが、ピートから性的に誘惑されたために逃げ出す。
レスリーがスーツケースを探しにモーテルに戻ると、スウィーニーは仕事の電話をかけてきた人物と間違えたふりをして話しかけ、低賃金での住み込みの客室清掃員として彼女を雇う。スウィーニーと共同でモーテルを経営するロイヤルは幼馴染みのレスリーに冷たい態度をとる。レスリーは自分の仕事を全うせず、金も酒につぎ込み、しばしばバーに通った。ある夜中にレスリーは酔っ払ってかつてジェームズと住んでいた家を訪れ、現在そこに住んでいる一家を驚かせる。家主から連絡を受けたスウィーニーはレスリーをロードハウスに連れ戻す。
献身さの欠けたレスリーに失望したスウィーニーは彼女を解雇するつもりであったが、彼女が自分のやり方を変えると断言したため撤回する。行き場を失ったレスリーはアルコールの禁断症状に苦しみつつも仕事に集中し、断酒を続けようとする。レスリーとスウィーニーは依存症に関係する共通の過去から友情を育む。レスリーはスウィーニーと共に地元の催しに同行し、そこで彼の娘と孫娘と出会うが、一方でナンシーとも再会し、かつてジェームズを捨てたことを非難される。
その日、スウィーニーが宝くじに当選したレスリーを映し出したニュースビデオを再生したことで2人は口論となる。ビデオの中でのレスリーは明らかに酔っており、ジェームズは彼女がダイナーをやりたがっていると話していた。レスリーはモーテルの仕事を辞め、公衆電話からジェームズに電話をかけて愛しているというメッセージを残す。いつものバーを訪れた彼女は年下男から口説かれる。レスリーは男の誘いを断り、注文したビールも飲まずに去る。レスリーを探してバーにやってきたスウィーニーはナンシーとピートからレスリーを侮辱されると、ピートとの殴り合いに発展する。レスリーはモーテルの向かいにある廃墟なったアイスクリーム屋に入り、スウィーニーの帰宅を見守る。翌朝、レスリーはスウィーニーを起こし、アイスクリーム屋を改装してダイナーを開業したいと伝える。スウィーニーは渋々ながら手伝うことに同意し、2人は初めてキスをする。
10ヶ月後、レスリーは酒を断ち、スウィーニーとロイヤルの助けを借りて建物を修理してダイナーに変えた。開店当日、客は訪れない。その日の夕方の閉店間際にナンシーがやってくるとレスリーは彼女が地元の人々に行かないように言って開店を妨害したのだろうと非難する。ナンシーは怒りで応じることはせず、自分がレスリーの人生に寄り添った存在で無かったことを謝罪しつつ、依存症のためにかつて息子を捨てたことは許さないと述べる。ナンシーはまたジェームズを連れてきたことを明かし、レスリーを驚かせる。ロイヤルとスウィーニーは食事を提供し、2人は抱擁する。

## キャスト
- レスリー・"リー"・ローランド - アンドレア・ライズボロー
- ナンシー - アリソン・ジャネイ
- スウィーニー - マーク・マロン（英語版）
- ロイヤル - アンドレ・ロヨ（英語版）
- ジェームズ - オーウェン・ティーグ
- ダッチ - スティーヴン・ルート
- ピート - ジェームズ・ランドリー・ヘバート
- ダレン - キャットフィッシュ・ジーン
- グレン - スコット・スビオノ
- ハンディマン - ブレイク・ロビンズ（英語版）
- ハンサムなアウトロー - マット・ローリア（英語版）

## 製作
2019年7月、アンドレア・ライズボローがキャストに加わり、ライアン・ビナコの脚本をマイケル・モリスが監督することが発表された。2020年6月、アリソン・ジャネイとジョン・ホークスがキャストに加わった。2020年12月、ホークスの代わりのマーク・マロンとスティーヴン・ルートがキャストに加わった。撮影はCOVID-19パンデミック中にロサンゼルスで19日間かけて行われ、予算は100万ドル以下であった。音楽監修のリンダ・ペリーはパティ・グリフィンが歌うオリジナル曲「Angels Are Falling」を書き下ろした。

## 公開
ワールド・プレミアは2022年3月12日にサウス・バイ・サウスウエストで行われた。2022年9月、モメンタム・ピクチャーズが配給権を獲得し、2022年10月7日に一部劇場とオンデマンド・ストリーミングで公開された。ライズボローのアカデミー賞候補の発表後には6劇場で再上映され、1月27日から29日の週末3日間で推定2500ドルから5000ドルを売り上げた。アメリカ合衆国では2023年6月1日にNetflixでの配信が開始された。

## 評価

### 批評家の反応

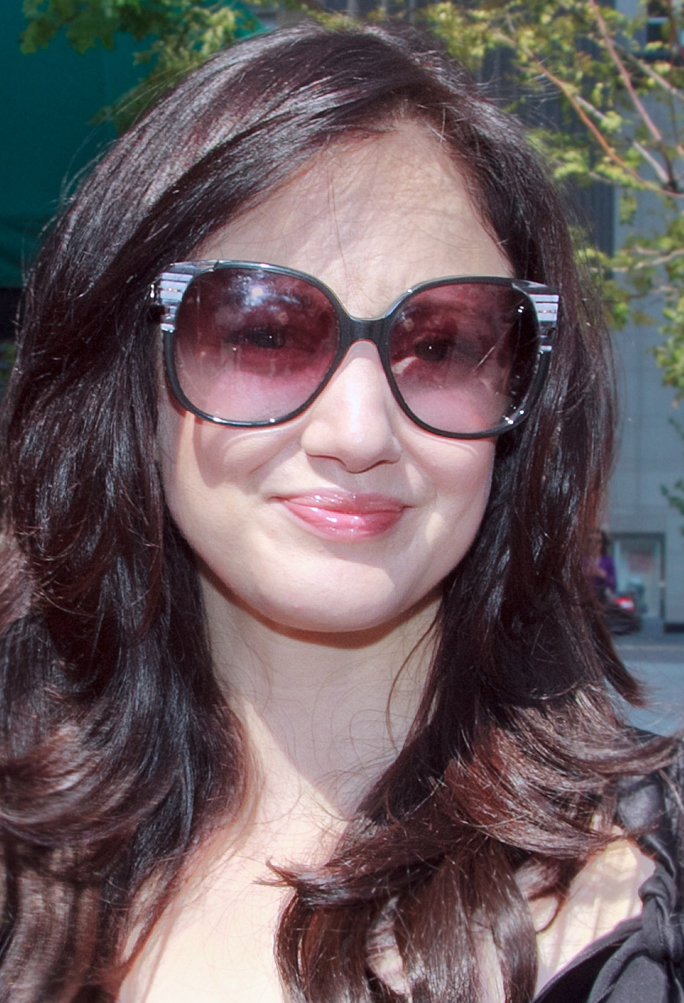
アンドレア・ライズボローは批評家から絶賛され、アカデミー賞主演女優賞候補となった。

レビュー集積サイトのRotten Tomatoesでは100件の批評に基づいて支持率は93%、平均点は7.6/10となり、「アンドレア・ライズボローの素晴らしい演技と依存症のサイクルに対する繊細でニュアンスに富んだアプローチによって『To Leslie トゥ・レスリー』のよく知られたフレームワークにさらなる深みが与えられている」とまとめられた。Metacriticでは19件の批評に基づいて加重平均値は84/100と示された。
『シカゴ・サンタイムズ』のリチャード・ローパーは4ツ星満点を与え、「『To Leslie トゥ・レスリー』の登場人物は皆、"生活感"がある。どの場面も真実味があり、時には驚くような表現もある」と評した。また彼はライズボローの演技を「静かで力強い台詞のミニチュア・マスターピースでアルコール依存症を描いた素晴らしい演技のひとつ」と評した。『バラエティ』のオーウェン・グレイバーマンは「ライズボローの演技は見事というほかない。彼女は妥協せず、遠慮もせず、しかしキャラクターに偽りの華やかさを与えることもない」と評した。
『ニューヨーク・タイムズ』はレスリーを演じたライズボローの「巧みな演技」を賞賛し、この映画を「欺瞞的なほどシンプルでありながら心を痛める人物研究」と評した。『ハリウッド・リポーター』はこの映画を「心揺さぶる人物研究」であり、「1970年代のアメリカ自主映画の最も忘れがたい厳しさを思い起こさせる」と評し、またライズボローの演技は「レスリーはほぼ全場面に登場し、絶望や自己欺瞞の中で希望に対する希望の火花と、ゆっくりと夜明けを告げる自己欺瞞において並外れた演技を披露するアンドレア・ライズボローによって釘付けにされるほど完璧に描写されている」と賞賛した。
ライズボローのアカデミー賞候補発表後の作品評でピーター・トラヴァースは「ライズボローの依存症の演技はニコラス・ケイジが『リービング・ラスベガス』でオスカーを受賞して以来、比類がない」「ライズボローがオスカーで悲願の受賞を果たすかどうかは別として、彼女は頭と心から離れないカントリーの名曲のような演技を作り上げた。忘却の彼方から救い出された映画においてライズボローは見逃すことの出来ない、忘れがたい存在である」と述べた。

### アカデミー主演女優賞ノミネート論争
モメンタム・ピクチャーズが従来の広告主導のアワード・キャンペーンに資金を出さなかったため、監督のマイケル・モリスと彼の妻で女優のメアリー・マコーマックはライズボローをアカデミー主演女優賞にノミネートさせるための「セレブ支援キャンペーン」を組織した。2人は友人やエンターテイメント業界の知人に連絡を取り、この映画を観て気に入ったら他の人にも紹介するように頼んだ。モリスとライズボローはまたこの活動を調整するために広報担当を雇った。それまでは映画賞の有力なコンテンダーとは見なされていなかったが、このキャンペーンは数十人ものセレブリティがソーシャルメディア上でこの映画とライズボローの演技を公に賞賛することで作品の知名度を上げることに成功した。また2023年1月のアカデミー賞ノミネーション投票期間中に上映会を開催したセレブもいた。ライズボローのノミネートが2023年1月24日に発表されると『ロサンゼルス・タイムズ』は「アカデミー賞史上最も衝撃的なノミネーションのひとつ」と評した。
ノミネートが発表された後、メディアや映画業界内ではこの戦術が有権者に直接呼びかけてはいけないという映画芸術科学アカデミーの規則に違反しているのではないかという憶測が流れた。アカデミーの規則では個人がキャンペーン関係のコミュニケーションで「個人的な署名、個人的な挨拶、映画鑑賞の嘆願」をすることを禁じている。この映画のInstagramアカウントへの投降もまた「『競争相手』を名指しで批判してはならない」というアカデミーの規則に違反する可能性があるとして批判にさらされた。その投稿とは、映画評論家のリチャード・ローパーがライズボローの演技は同じく主演女優賞にノミネートされていた『TAR/ター』のケイト・ブランシェットの演技よりも優れていると賞賛するものを引用するものであった。1月27日、アカデミーは「今年のノミネートにまつわるキャンペーンの手順の見直しを行い、ガイドラインに違反がなかったことを確認し、ソーシャルメディアとデジタルコミュニケーションの新時代においてガイドラインの変更が必要かどうかを告知する」と発表した。
アカデミーは候補者が非公認のキャンペーンに参加したことが判明した場合にはノミネートを取り消す場合がある。しかしながらライズボローが今回そのような行為に及んだという報告やキャンペーン行為について正式な苦情を申し立てたアカデミー会員がいたという報告は無かった。そのため、『バラエティ』のクレイトン・デイヴィスや『Deadline Hollywood』のピート・ハモンドは共にノミネーションには影響は無いだろうと予想した。1月31日、アカデミーは「懸念」を引き起こしたとする「ソーシャルメディアとアウトリーチ・キャンペーン戦術」に対処することを約束する一方で、ライズボローのノミネートは維持されることを確認して審査を終えた。

### 受賞とノミネート
| 賞                                   | 授賞式         | 部門                           | 候補                         | 結果         | 参照   |
| ------------------------------------ | -------------- | ------------------------------ | ---------------------------- | ------------ | ------ |
| アカデミー賞                         | 2023年3月12日  | 主演女優賞                     | アンドレア・ライズボロー     | ノミネート   | [ 31 ] |
| カプリ・ハリウッド国際映画祭賞       | 2023年1月2日   | フィーチャー映画カプリ特別賞   | マイケル・モリス             | 受賞         | [ 32 ] |
| シカゴ映画批評家協会賞               | 2022年12月14日 | 主演女優賞                     | アンドレア・ライズボロー     | ノミネート   | [ 33 ] |
| クロトゥルーディス賞                 | 2023年3月19日  | 主演女優賞                     | アンドレア・ライズボロー     | ノミネート   | [ 34 ] |
| クロトゥルーディス賞                 | 2023年3月19日  | 助演女優賞                     | アリソン・ジャネイ           | ノミネート   | [ 34 ] |
| ヒホン国際映画祭賞                   | 2022年11月19日 | 男優賞                         | マーク・マロン               | 受賞         | [ 35 ] |
| ヒホン国際映画祭賞                   | 2022年11月19日 | 女優賞                         | アンドレア・ライズボロー     | 受賞         | [ 35 ] |
| インディペンデント・スピリット賞     | 2023年3月4日   | 主演俳優賞                     | アンドレア・ライズボロー     | ノミネート   | [ 36 ] |
| ナショナル・ボード・オブ・レビュー賞 | 2023年1月8日   | トップ10インディペンデント映画 | 『To Leslie トゥ・レスリー』 | トップ10入り | [ 37 ] |
| レインダンス映画祭賞                 | 2022年11月4日  | 映画賞                         | マイケル・モリス             | 受賞         | [ 38 ] |
| レインダンス映画祭賞                 | 2022年11月4日  | 俳優賞                         | アンドレア・ライズボロー     | 受賞         | [ 38 ] |